# Тесерарій
Тесера́рій (лат. tesserārius від tessera — «глиняна дощечка») — військове звання командира варти у римському легіоні. Тесерарій належав до молодших офіцерів (principales), і відповідав по функціях теперішньому сержанту чи старшому сержанту. Підпорядковувався центуріону.

## Завдання
Тесерарій відповідав за повідомлення і звіти варти свого підрозділу які передавалися старшим офіцерам. Він був відповідальний за організацію вартування та передачу паролів які і записувалися на покритих глиною дощечках. Отримував у півтора рази більшу платню як звичайний легіонер. Була лише одна посада тесерарія у кожній центурії.